# 園尾隆司
園尾 隆司（そのお たかし、1949年11月19日 - ）は、徳島県出身の日本の弁護士。元裁判官で、在職中は静岡地方裁判所所長、東京高等裁判所部総括判事等を歴任。

## 来歴
徳島県三好市山城町出身。徳島県立城南高等学校を経て、1972年、東京大学法学部卒業。東京地方裁判所民事第20部（破産再生担当の部）総括判事時代に破産・民事再生等を担当。
東大落語研究会出身。1年おきに落語家の独演会で客演。「話が面白く『まるで漫談をやっているみたい』」との評判がある。
破産分野のスペシャリストであり、東京地裁部総括時代に「少額管財制度」を考案・導入した。この制度は、破産手続きに多額の費用が必要な従来の破産制度を改め、わずか20万円で破産を可能にしたものであり、利用者や弁護士から高い評価を受けた。
2007年11月、宇都宮地裁所長在職中の同年2月、同地裁に係属中の破産事件の審尋に、正規の裁判官3人とは別に出席し債務者に質問をしたとして、東京高裁から厳重注意処分を受けた。園尾所長は処分を受けた後、「本件の破産事件が珍しいので、個人的な研究心から立ち会った」とコメントしたという。審尋の出席に際しては福島節男裁判長の許可を得ており、福島裁判長も厳重注意処分を受けた。

## 経歴
- 1972年 東京大学法学部卒業（LL.B.）
- 1972年 司法修習生（26期、水戸）
- 1974年 東京地方裁判所判事補
- 1988年 最高裁判所事務総局 民事局第二課長
- 1990年 最高裁判所事務総局 民事局第一課長兼第三課長
- 1993年 東京地方裁判所判事
- 1995年 東京地方裁判所民事第20部総括判事
- 2003年 最高裁判所事務総局 民事局長兼行政局長
- 2004年 最高裁判所事務総局 総務局長
- 2006年 宇都宮地方裁判所所長
- 2007年 静岡地方裁判所所長
- 2009年 東京高等裁判所第10民事部部総括判事[5]
- 2014年 弁護士登録（東京弁護士会）[6]
- 2015年 事業再生研究機構理事
- 2017年 東日本大震災事業者再生支援機構取締役
- 2021年 瑞宝重光章受章
- 2022年 東日本大震災事業者再生支援機構監査役

## 著編書
- （塚原朋一・柳田幸三・加藤新太郎との共編）『新民事訴訟法の理論と実務』（上下巻、ぎょうせい、1997年）
- （中島肇との共編）『新・裁判実務大系10 破産法』（青林書院、2000年）
- （三宅省三・小林秀之・塩崎勤との共編）『注解民事訴訟法〈2〉第61条‐第132条』（青林書院、2000年）
- （佐藤鉄男・田頭章一・中西正著、山本和彦・小林秀之との共編）『解説・個人再生手続』（弘文堂、2001年）
- （国井恒志・杉浦徳宏・植村京子との共著）『少額管財手続の理論と実務』（経済法令研究会、2001年）
- （田井雅巳と共著）『破産の銀行実務』（BSIエデュケーション、2001年）
- （深沢茂之と共編、東京地裁破産再生実務研究会の著）『破産・民事再生の実務』（上下巻、金融財政事情研究会、2001年）
- （須藤英章と共監修、第二東京弁護士会倒産法制検討委員会編）『民事再生法書式集〔第3版〕』（信山社出版、2004年、初版2001年）
- 『Q&A金融機関個人再生の実務』（金融財政事情研究会、2002年）
- （小林秀之との共編）『条解民事再生法〔第2版〕』（弘文堂、2007年、初版2003年）
- （西謙二・中島肇・中山孝雄・多比羅誠との共編）『新・裁判実務大系28 新版破産法』（青林書院、2007年）
- （竹下守夫編集代表、上原敏夫・深山卓也・小川秀樹・多比羅誠との共編）『大コンメンタール破産法』（青林書院、2007年）
- 『民事訴訟・執行・破産の近現代史』（弘文堂、2009年）